# Praça Francisco Sá Carneiro
Die Praça Francisco Sá Carneiro ist ein zentraler Platz am nordöstlichen Rand des Zentrums der portugiesischen Hauptstadt Lissabon. Er wurde zwischen 1938 und 1949 angelegt und trug ab 1947 zunächst den Namen Praça do Areeiro. In Gedenken an den bei einem Flugzeugabsturz ums Leben gekommenen Ministerpräsidenten Francisco Sá Carneiro (1934–1980) erhielt er am 5. April 1982 seinen heutigen Namen. 

## Geschichte
Der Platz liegt in der Stadtgemeinde Areeiro. Er wurde als nördlicher Abschluss der Magistrale Avenida Almirante Reis konzipiert. Gleichzeitig sollte er nach den Vorstellungen der Machthaber des Estado Novo als Tor für ein neues Lissabon, der „Hauptstadt des Imperiums“, dienen. Von hier aus führt die Avenida Almirante Gago Coutinho zum Ende der 1930er Jahre neu errichteten Flughafen Lissabon-Portela. Der Platz ist zudem Teil einer übergeordneten Ringstraße, die von den Avenidas Novas nach Osten führt.
Die Bebauung des Platzes ist einheitlich und zeigt beispielhaft die Vermischung von moderner Rationalität und Monumentalität mit traditionellen Elementen in der Architektur des Estado Novo. Ein zehnstöckiger Wohnturm in der Sichtachse der Avenida Almirante Reis bildet die Stadtkrone. In der Mitte des Platzes wurde ein Denkmal für Francisco Sá Carneiro errichtet.

## Verkehr
Verkehrlich ist der Platz durch den unter ihm liegenden U-Bahnhof Areeiro an das Netz der Metro Lissabon angebunden. Er ist zudem Kreuzungspunkt mehrerer Buslinien. 